# Julio Albi de la Cuesta
Julio Albi de la Cuesta (Burgos, 15 de julio de 1948) es un antiguo diplomático español. Su último cargo fue cónsul en la ciudad francesa de Bayona.
Licenciado en Derecho, ingresó en 1973 en la carrera diplomática. Estuvo destinado en las representaciones diplomáticas españolas en Senegal, Estados Unidos, Egipto e Italia. Ha sido subdirector general de la Oficina de Información Diplomática, Embajador de España en la República de Honduras.
De su etapa hondureña, ha perdurado como un acontecimiento de envergadura nacional, la convocatoria anual (desde el 15 de noviembre de 1990) de la "Antología de las Artes Plásticas de Honduras" para incentivar y documentar la creatividad hondureña, así como apuesta de la Cooperación cultural española en Honduras por potenciar la proyección social de Escuela Nacional de Bellas Artes (Honduras).
Igualmente se ha desempeñado como director general de Relaciones Informativas y Sociales del Ministerio de Defensa (1991-1993). En 1993 fue nombrado embajador de España en la República del Ecuador y, posteriormente, cónsul general de España en Nueva Orleans. En 2000 volvió a ocupar el puesto de subdirector General de la Oficina de Información Diplomática y, a continuación, fue designado embajador en Misión Especial. En julio de 2004 pasó a ocupar el puesto de embajador de España en la República del Perú y hasta 2010 fue director general de Comunicación Exterior.
Es académico correspondiente de Real Academia de la Historia desde 2009.

## Producción literaria
- Arcabuces, mosquetes y fusiles : guerras galanas, románticas, al francés y otras victorias y derrotas. OLLERO Y RAMOS. Madrid, 2013.
- El Alcántara, 1921 : la caballería en el desastre de Annual. Almena Ediciones. Madrid, 2011.
- La gran cifra de París. Debolsillo. Madrid, 2010.
- El último virrey. OLLERO Y RAMOS. Madrid, 2009.
- La Guerra de la Independencia (1808-1814): el pueblo español, su ejército y sus aliados frente a la ocupación napoleónica. Ministerio de Defensa/Ediciones del Umbral. Madrid, 2008.
- De Pavía a Rocroi: los tercios de infantería española en los siglos XVI y XVII. Balkan. Madrid, 1999.
- La caballería española: un eco de clarines, TABAPRESS. Madrid, 1992.
- Prólogo a Antología de las Artes Plásticas de Honduras “Arturo López Rodezno” (1990). Centro Cultural de España en Tegucigalpa, 1991.
- Caminantes. Guaymuras. Tegucigalpa, 1991.
- Banderas olvidadas: el ejército realista en América. Agencia Española de Cooperación Internacional para el Desarrollo. Madrid, 1990.
- La Defensa de las Indias. Agencia Española de Cooperación Internacional para el Desarrollo. Madrid, 1987.
- Historia militar: campañas de la Caballería española en el siglo XIX. Albi de la Cuesta, Julio & Stampa Piñeiro, Leopoldo. Servicio Histórico Militar. Madrid, 1986.
- En torno a Annual. Ministerio de Defensa. Secretaría General Técnica. Madrid 2014.